# Городецький Владислав Владиславович
Владислав Владиславович Городе́цький (пол. Leszek Dezydery Władysław Horodecki — Лешко Дезидерій Владислав Городецький; 23 травня (4 червня) 1863 , Шолудьки, Подільська губернія  — 3 січня 1930 , Тегеран ) — український, польський та перський[джерело?] архітектор, підприємець, меценат. Автор Будинку з химерами та Костелу святого Миколая в Києві. Прозваний «київським та польським Гауді».

## Біографія

Корнич (Kornic)

Лешко Городецький народився 23 травня (4 червня) 1863 року в родині польського шляхтича Владислава Городецького-старшого в селі Шолудьки Подільської губернії (нині Немирівський район, Вінницька область, Україна).
Рід Городецьких належав до католицької шляхти гербу Корнич. Антоній Городецький, прадід Олександра Віктора Городецького, діда майбутнього архітектора, 1782 року був дідичем земель у Петрашівці та Дубинова на Поділлі.
Після закінчення реального училища Святого Павла в Одесі та Імператорської академії мистецтв у Санкт-Петербурзі (1890) Городецький переїхав до Києва, де жив і плідно працював впродовж майже 30 років. Архітектор займався не тільки спорудженням будівель за власними проєктами, але й здійснював технічний нагляд за будівництвом. У Києві мав посаду міського архітектора. Також Городецький був власником цементного заводу «Тон» на Куренівці і зводив більшість замовлень винятково з бетону власного виробництва[джерело?].
Був власником фабрики з виробництва вуглекислоти та сухого льоду в Сімферополі.
Був пристрасним мисливцем і завзятим мандрівником. У Києві став членом Імператорського Товариства розмноження мисливських і промислових тварин та правильного полювання. Одним із перших його проектів була будівля тиру цього Товариства на Старожитомирській поштовій дорозі, поряд з Лук'янівським кладовищем. За життя подарував музею Товариства свої трофеї — опудала 179 екзотичних птахів та 25 тварин.
У 1914 році у Польській друкарні в Києві, тиражем 500 екземплярів, вийшла друком книжка про мисливську подорож передгір'ями Кіліманджаро «У джунглях Африки. Щоденник мисливця», яку Городецький оздобив власними малюнками.
Після початку Першої Світової війни було згорнуто масштабне будівництво в Києві. У 1920 році 57-річний В. В. Городецький разом з дружиною Корнелією Марр емігрував до незалежної Польщі.

### Життя в еміграції
Після відновлення незалежності Польщі жив у Варшаві. У 1920–1923 роках працював у міністерстві громадських робіт (пол. Ministerstwo Robót Publicznych. Досягнувши пенсійного віку у 1923 році, вийшов у відставку та відкрив власне архітектурне бюро, але спроба була невдала. З 1925 року очолював проєктне бюро американської фірми «Генрі Улен і К°» (інвестиції в розбудову зруйнованого війною міського господарства). За його проєктом збудували водонапірну вежу й торгові ряди в Пьотркові-Трибунальському, м'ясокомбінат у Любліні, лазню в Зґєжу (Zgierz) та будинок казино в Отвоцьку.
1928 року та сама американська компанія запросила Городецького на роботу до Персії (Ірану) на посаду головного архітектора «Синдикату зі спорудження Перських залізниць». Там він спроєктував Тегеранський залізничний вокзал. Про іншу діяльність Городецького в Ірані існує багато суперечливої та документально непідтвердженої інформації (нібито, у Тегерані він спорудив палац для шаха, спроєктував готель тощо). Справді, палац «Шамс» (входить до архітектурного комплексу Са'ад-Абад у Тегерані), збудований на замовлення шаха Рези Пехлеві (за різними джерелами, у 1925–1929 або 1936–1940 роках), разюче подібний до споруди лазні в Зґєжу, побудованої за проєктом Городецького десь у 1926–1927 роках. Однак документальні підтвердження того, що Городецький є автором палацу «Шамс» — відсутні[джерело?].
Владислав Городецький похований у римо-католицькій частині християнського цвинтаря Долаб у Тегерані. На сірому камені викарбували польською мовою епітафію зі словами: «Професор архітектури. Нехай чужа земля йому буде легкою» (пол. „Niech mu obca ziemia będzie lekka“).

## Архітектурна діяльність в Україні
В Україні спорудив понад 30 будівель.
- Будинок Національного художнього музею України, по вулиці Михайла Грушевського, 6. Конкурсний проєкт було виконано петербурзьким архітектором Петром Самійловичем Бойцовим у 1896 році. Владиславу Городецькому було доручено переробити проєкт, також він змінив розташування будівлі на ділянці. Будівлю зведено в 1897–1899 роках із застосуванням у центральному порталі колон класичного давньогрецького доричного ордеру, а горельєф у фронтоні зображує алегорію торжества мистецтв. Пара величних левів стережуть цей храм прекрасного. Споруду виконано з бетону виробництва власного бетонного заводу Городецького «Тон». Таким чином будинок музею, спроєктований із дотриманням усіх пропорцій та канонів класичної архітектури, є унікальним у своєму роді.
- Римо-католицький костел Святого Миколая, по Великій Васильківській вулиці, 75, збудовано в рафінованих формах готики — з двома шпилястими вежами, традиційними для стилю круглими вікнами — «трояндою», з насиченим ліпним декором. Храм вражає своєю пишністю — спорідненістю зі своїми середньовічними західноєвропейськими братами. Автором конкурсного проєкту був Станіслав Воловський, а Городецькому було доручено здійснювати нагляд за будівництвом. В. В. Городецький вніс зміни до проєкту без зміни загальної концепції, завдяки чому костел отримав більше декоративних рис. Виконання скульптурних робіт було доручено скульптору Еліо Саля.
- Караїмська кенаса, по вулиці Ярославів Вал, 7, зведено 1900 року в ретельно оздоблених формах і деталях мавританського стилю. Під час реконструкції купол було знищено.
- Монументальні фасади колишньої меблевої фабрики Йосифа Кімаєра на вулиці Архітектора Городецького, 13, та Будинок Бендерського на Великій Васильківській вулиці, 25, споруджених за проєктами Городецького. Натомість практична доцільність і простота форм присутні в корпусах колишнього Південноросійського машинобудівного заводу по Жилянській вулиці, 101, споруджених повністю за проєктом Городецького в 1890-х роках.
- Будівлі Введенської каналізаційної насосної станції на Подолі (стара станція — 1894 та нова станці — 1912 роки) та споруджував цементний завод «Фор». Також Городецький спорудив у спрощених формах (1908 рік) виробничі приміщення пивзаводу Маррів.
- Найбільшу славу принесла Городецькому найоригінальніша споруда XX століття в Києві — власний прибутковий будинок, зведений ним по Банковій вулиці, 10 у стилі модерн у 1901–1903 роках. Відомий як Будинок з химерами. Розташований на стрімкому крутосхилі і тому — на три поверхи з вулиці і на шість — з двору, розкритий на всі чотири боки різними асиметричними фасадами, будинок Городецького вражає уяву кожного, хто його бачить. Раціонально розпланований, технічно досконалий будинок оздоблений ззовні і зсередини безліччю скульптурних прикрас. Їх виконав талановитий італійський скульптор і близький друг архітектора — Еліо Саля, співавтор усіх архітектурних творів Городецького в Києві. Новація полягала в тому, що всі оздоби виготовлено з цементу — найпередовішого матеріалу сторіччя, і в тому, що скульптор проходив вже по готовому твору карбом, залишаючи авторську руку, надаючи поверхні виду натурального каменю. Справжній зоопарк прикрасив фасади будинку на Банковій: голови слонів та носорогів, ящірки та жаби, пітон і крокодил, пантера й орли, нарешті величезні квітки латаття, казкові риби, козулі й дівчата в ретельно й дотепно продуманих та не менш майстерно виконаних композиціях створили незабутній фантастичний образ будинку-казки.
- Керував розбудовою вулиць Миколаївської, Ольгінської, Мерінговської в Києві. Автор деяких проєктів на Волині[6].
- У 1924 році відбудовано Вишнівецький палац під його керівництвом
- Збудував гімназії в Умані та Черкасах (також торгово-виставкову палату, бойню), у Мошнах — лікарню[11], у Шпикові — цукровий завод, зразкову холодильню в Рахнах-Лісових, ґуральню та ректифікаторню в Байбузах, у Печері — мавзолей Потоцьких, в Євпаторії — власну віллу (автор проєкту[6]), мавзолеї в Єкатєрінодарі, графа Вітте у Києві[6] тощо.

## Галерея

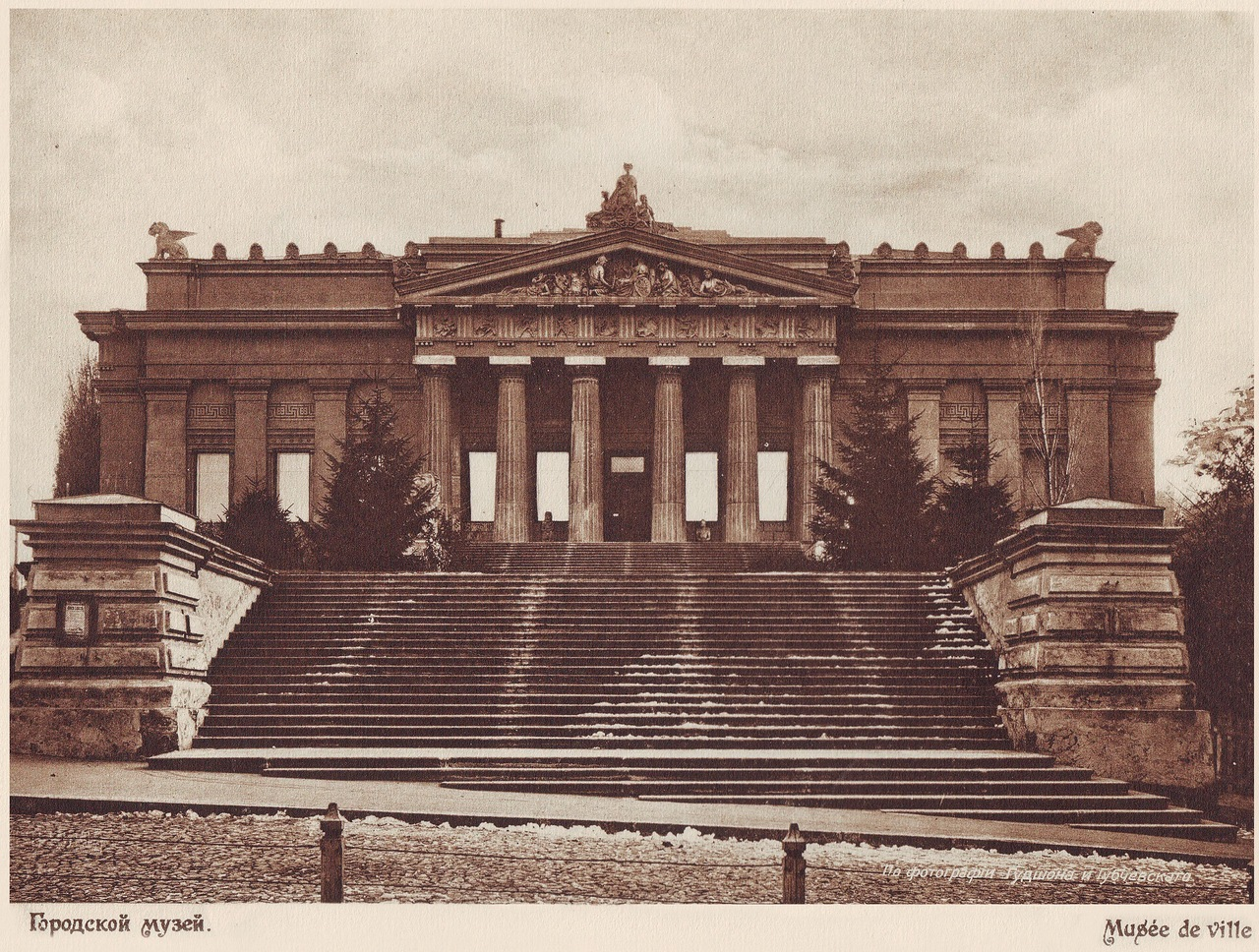
Міський музей
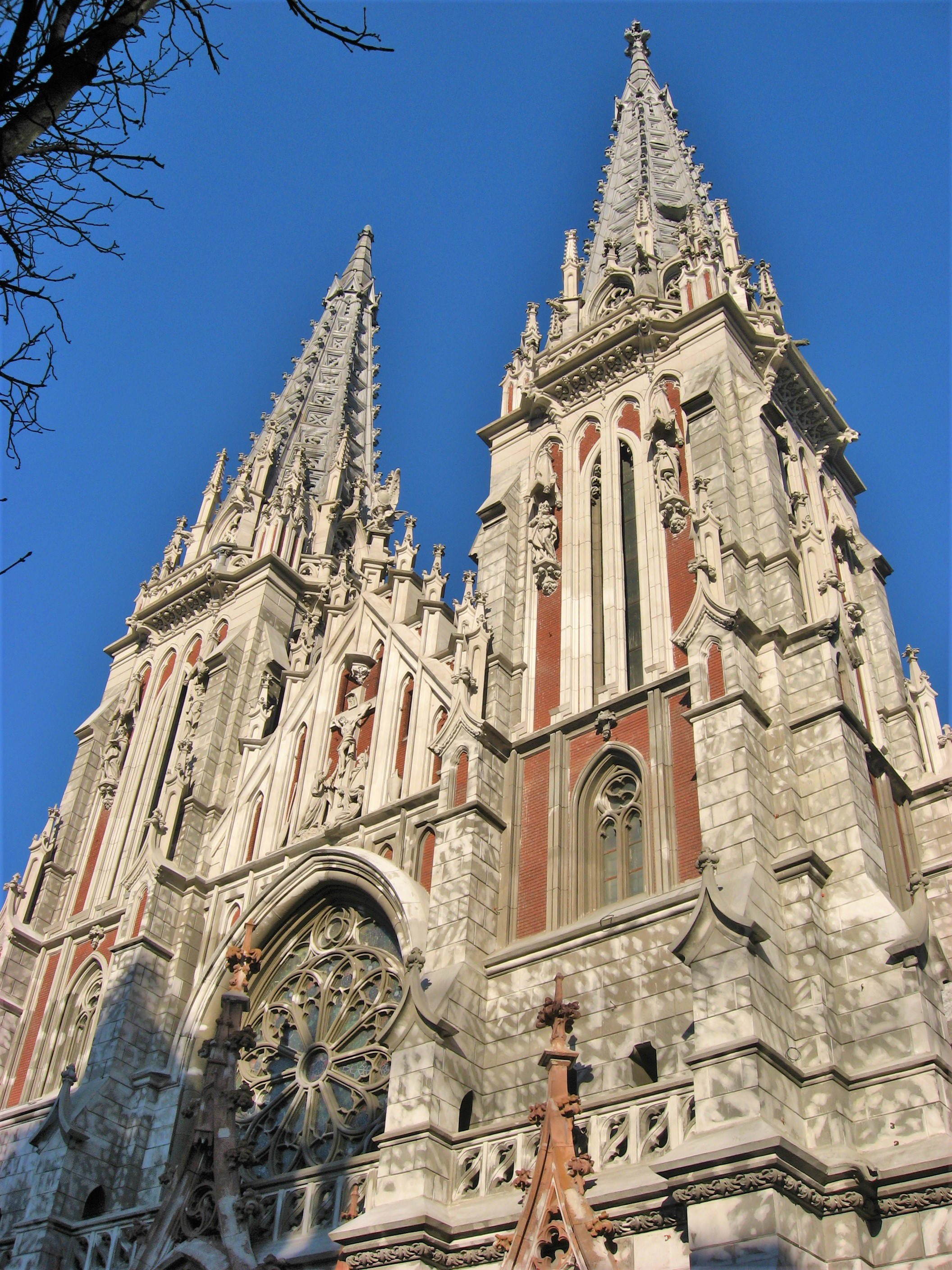
Римо-католицький костел Святого Миколая
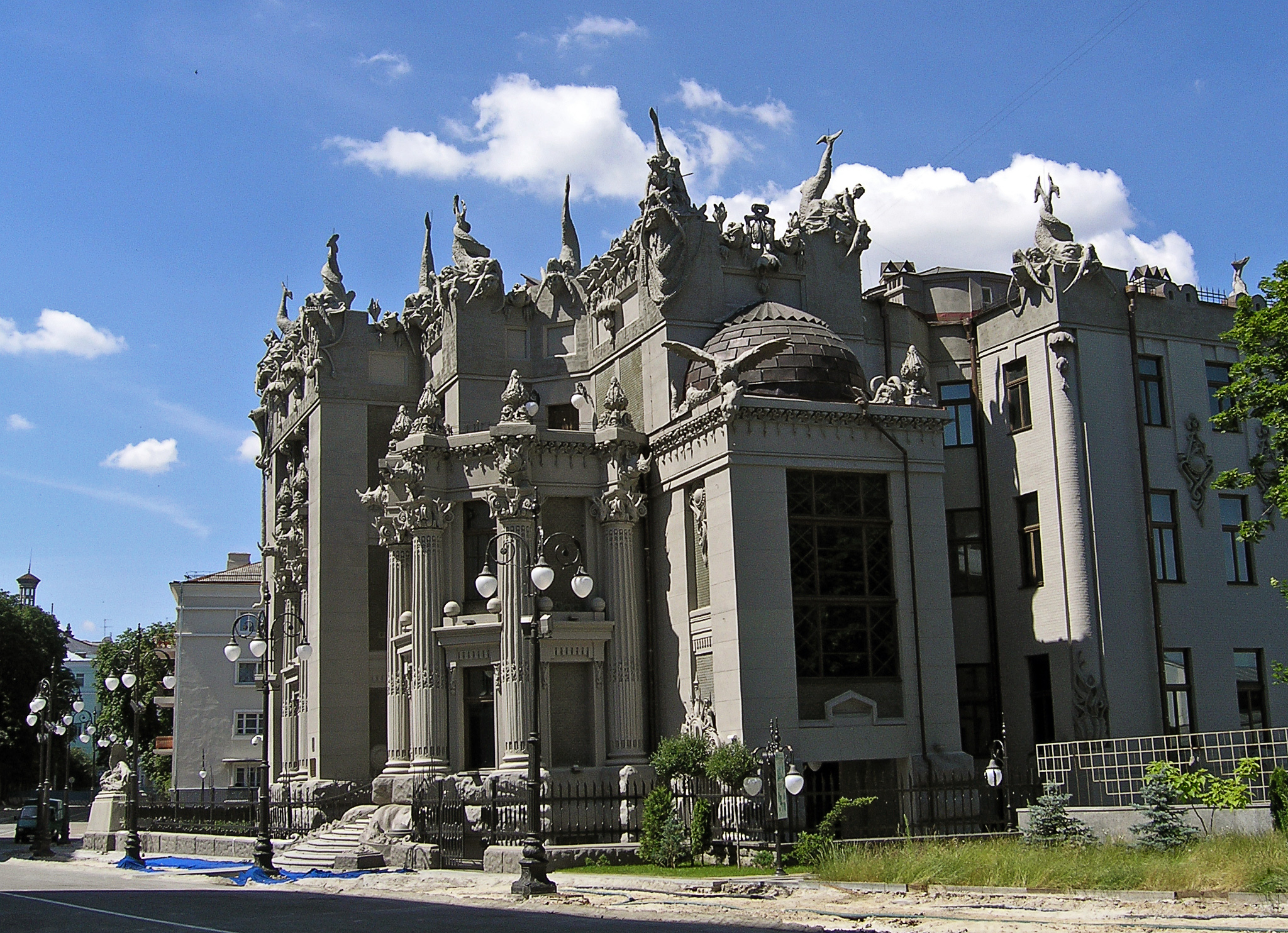
Будинок із химерами
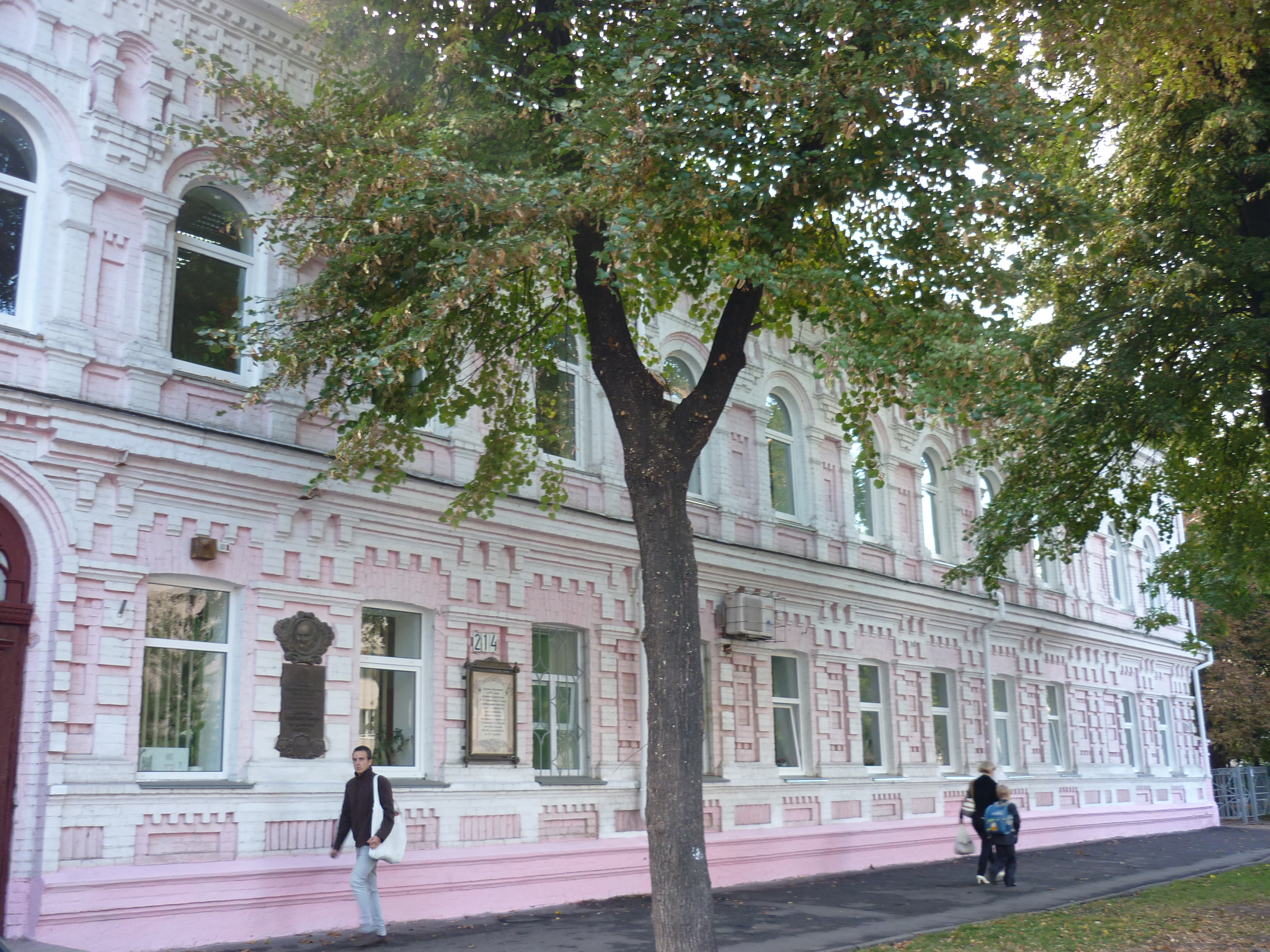
Єврейська гімназія Городецького у місті Черкаси
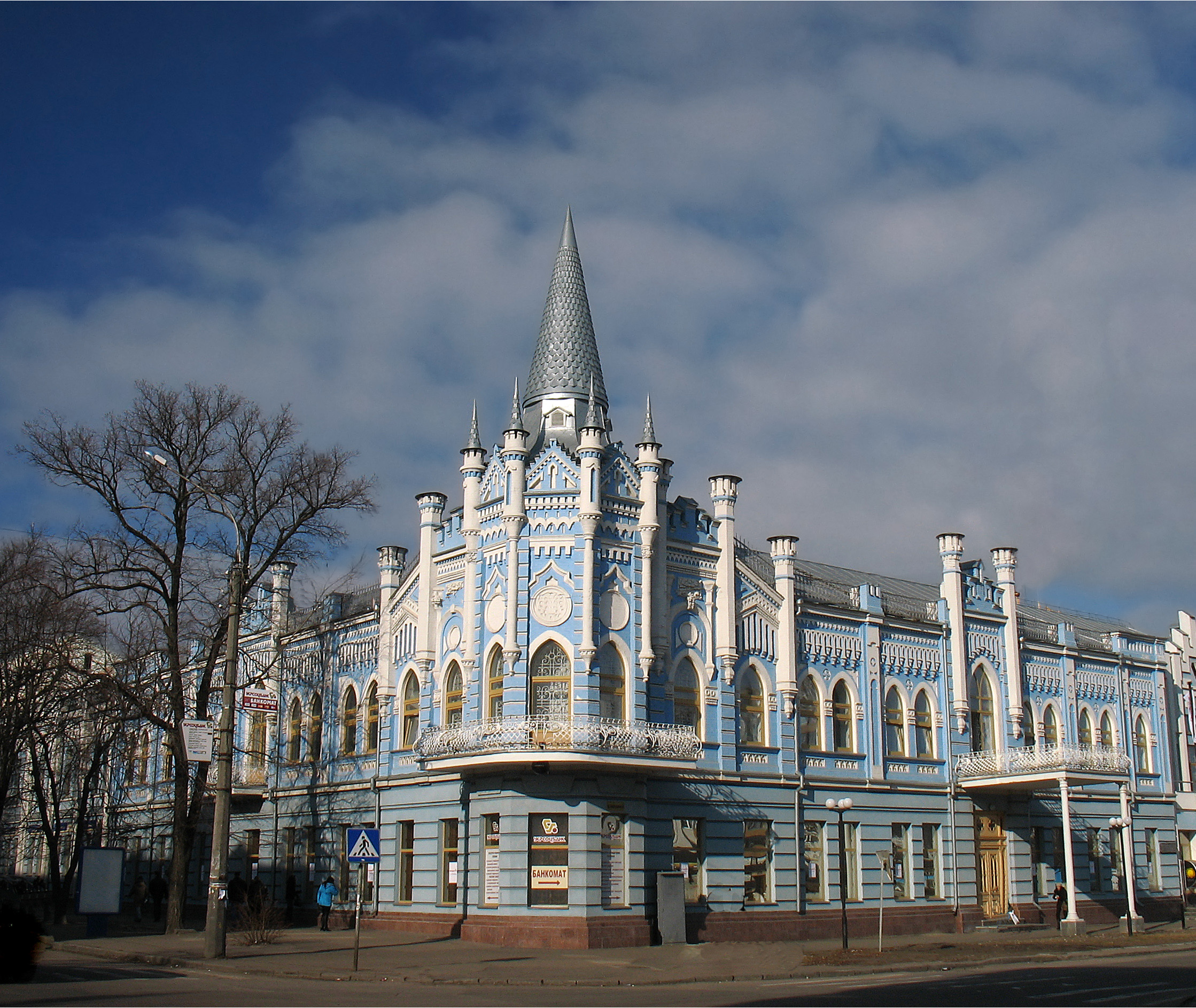
Блакитний палац у Черкасах
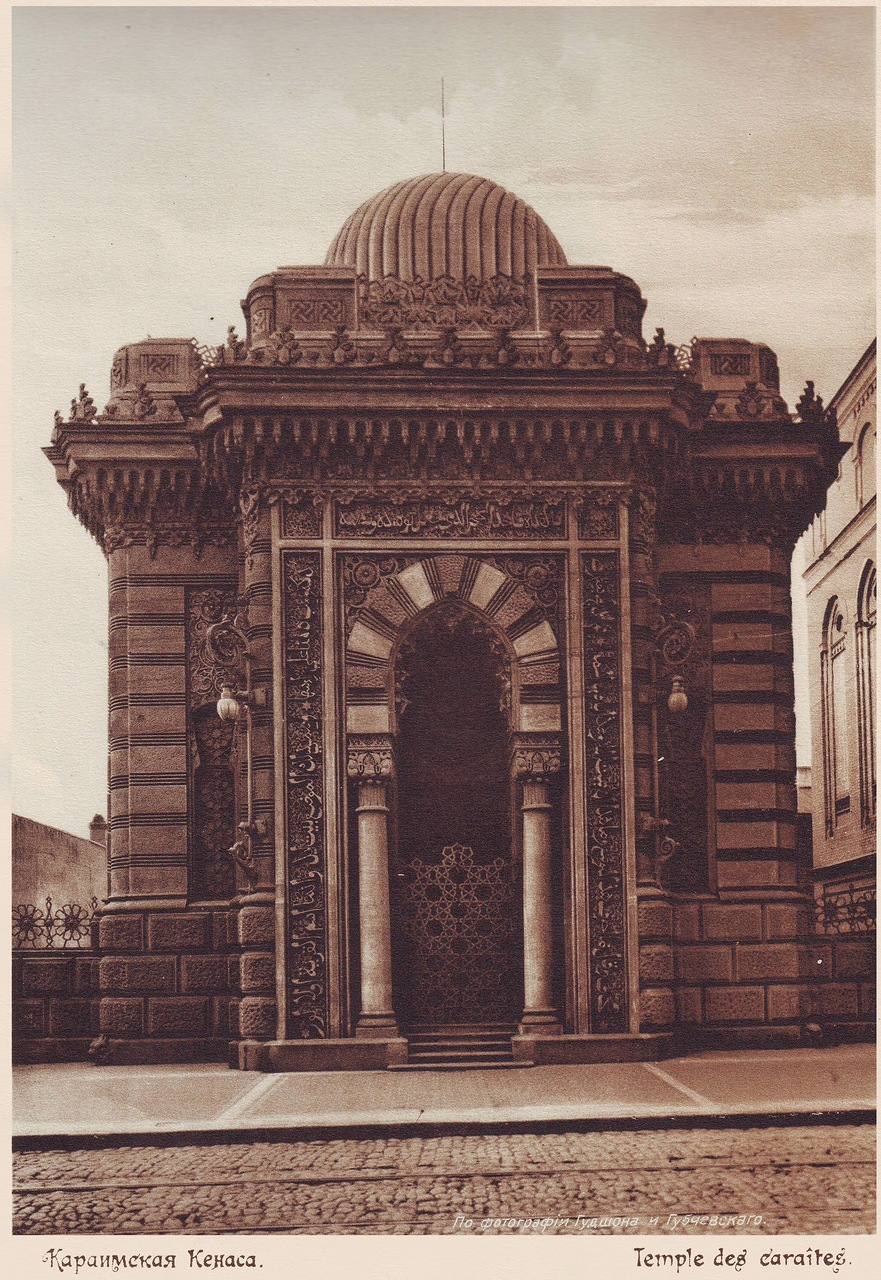
Караїмська кенаса у Києві
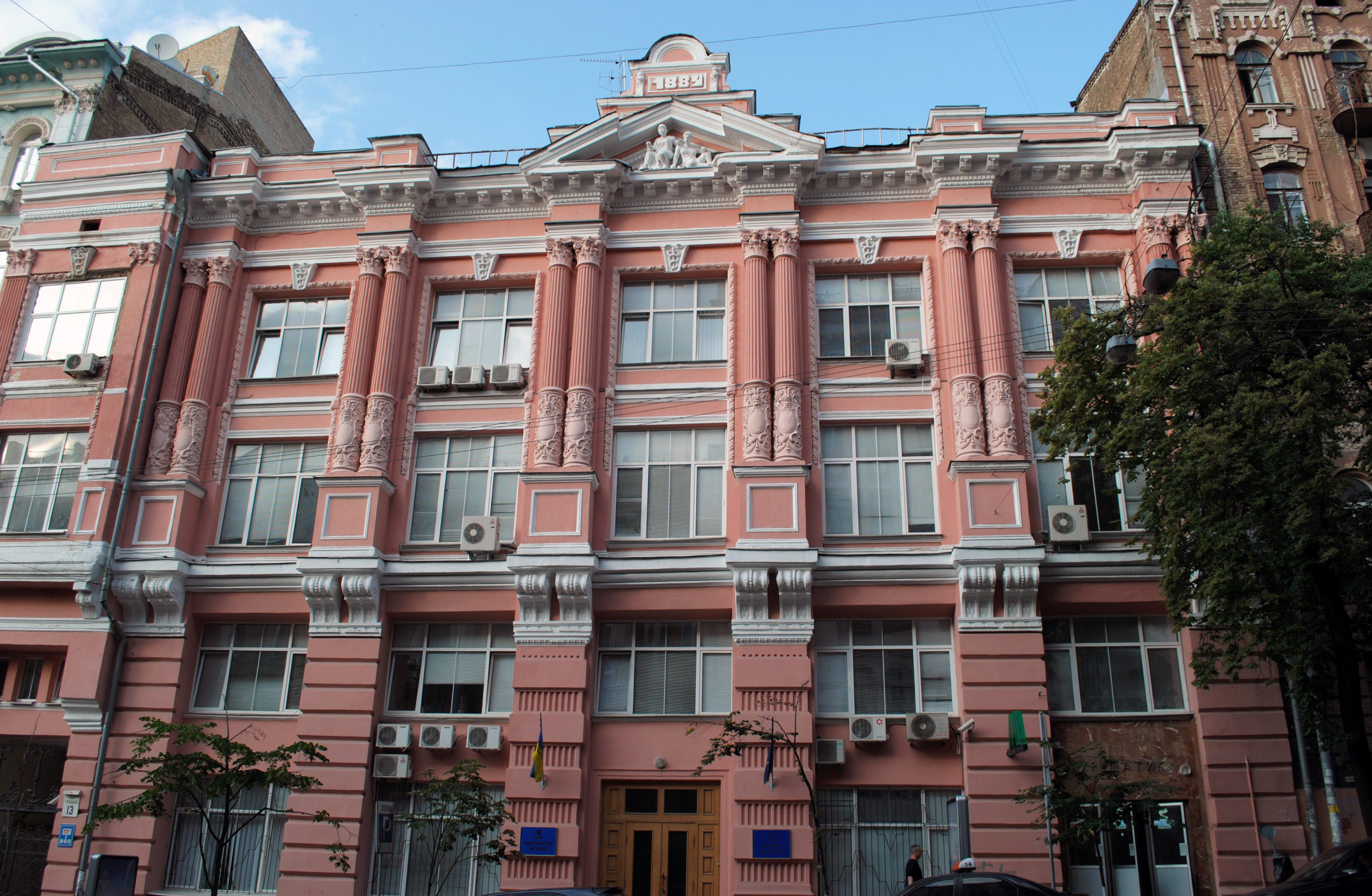
Прибутковий будинок з торговим домом Йосифа Кімаєра
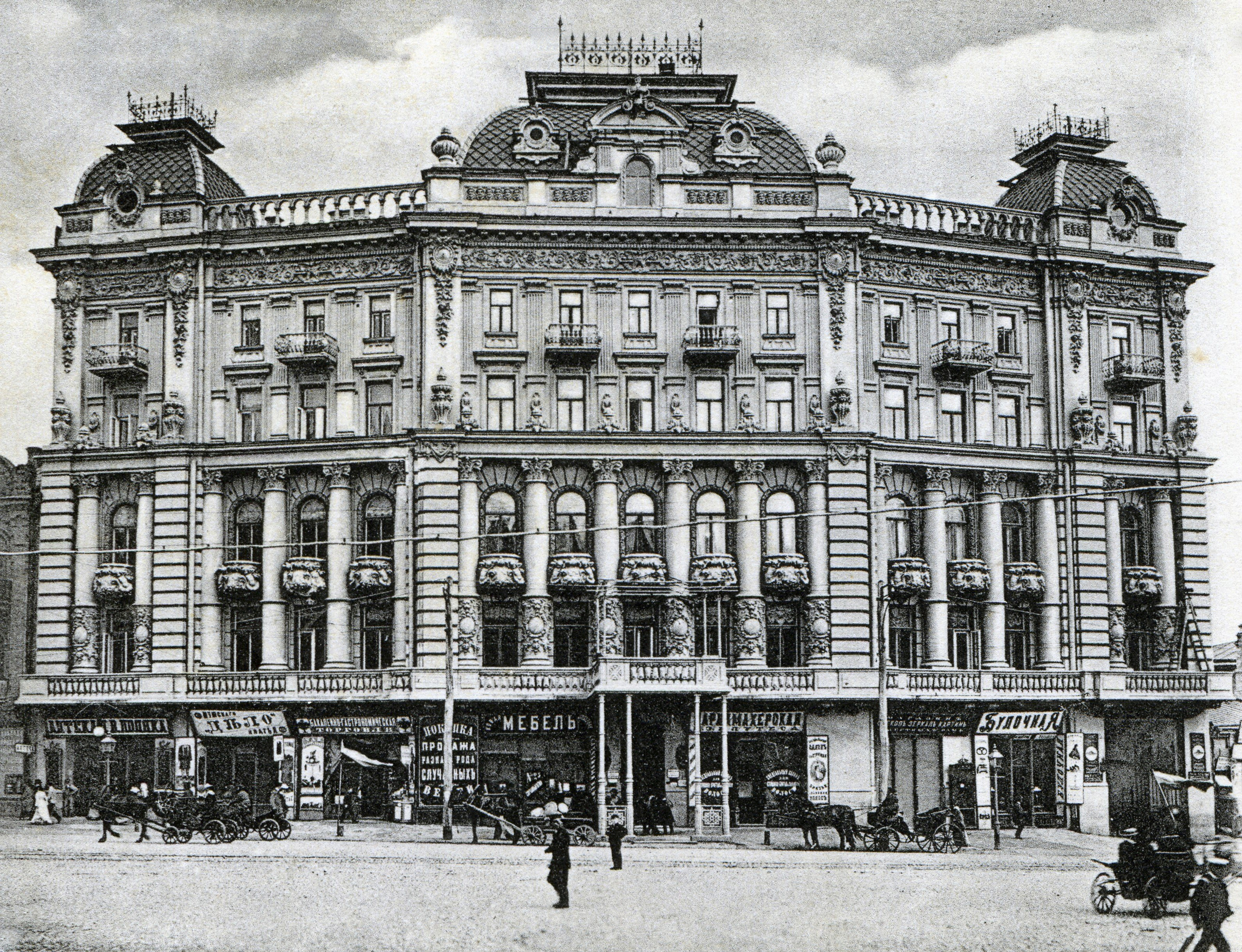
Будинок Бендерського

## Вшанування пам'яті

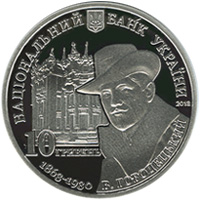
Срібна монета номіналом 10 гривень, випущена НБУ до 150-річчя архітектора

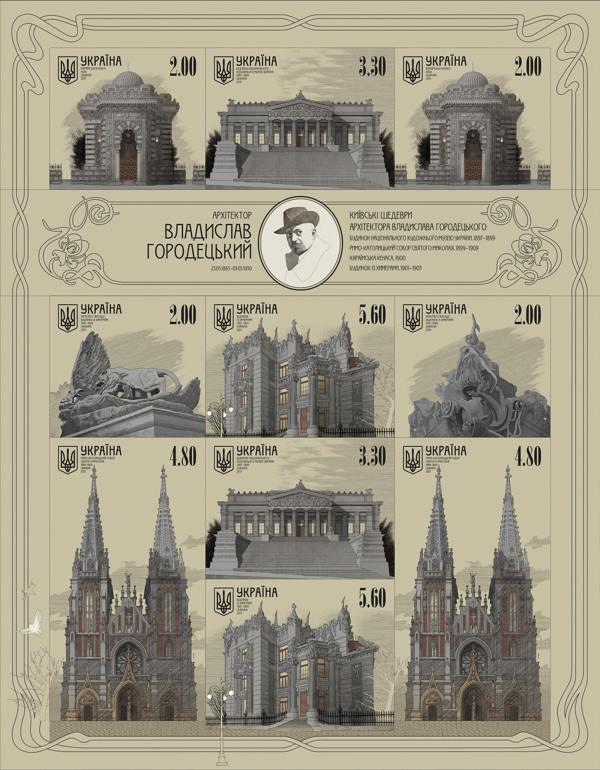
Марочний аркуш Укрпошти 2014 року

Блок із 5 марок, випущений Укрпоштою в 2021 році

- Вулицю в центрі Києва, яку він проєктував, на якій стоять споруджені за його кресленнями будинки, де він жив, названо на честь Архітектора Городецького.
- Вулиця у Вінниці.
- До 150-річчя архітектора Національний банк України випустив дві пам'ятні монети: срібну монету номіналом 10 гривень та 5-гривневу монету з нейзильберу[12]. Також у день 150-річчя Городецького логотип пошуковика Google було змінено на тематичний малюнок.
- 4 червня 2015 року, на честь 152-ї річниці з дня народження архітектора, спільнотою «Історія Вінниці» відкрито пам'ятну дошку в його рідному селі Шолудьки[13].
- 20 липня меморіальну дошку Владиславу Городецькому встановили у Черкасах на будівлі колишньої жіночої гімназії, спорудженої архітектором у 1905 році. Дошку відкрили голова Черкаської райдержадміністрації Валерія Бандурко разом з радником-консулом Консульського відділу Посольства Республіки Польща в Україні паном Яцеком Гоцловскі.[14]
- У 2014 році Укрпошта випустила марочний лист «Архітектор Владислав Городецький».
- У листопаді 2021 року Укрпошта випустила блок із 5 марок «Будинок з химерами. 1901—1903 рр. Київ»: «Будинок з химерами. Фрагмент декору», «Будинок з химерами. Двобій орла з пантерою», «Будинок з химерами. Африканські мотиви», «Владислав Городецький. 1863—1930», «Будинок з химерами. 1901—1903 рр. Київ»[15].
- Бюст в Немирові біля Немирівського коледжу будівництва та архітектури ВНАУ.
- Пам'ятник у Києві, розташовується в Пасажі на тротуарі поруч із будинком (Хрещатик, 15).

## Література

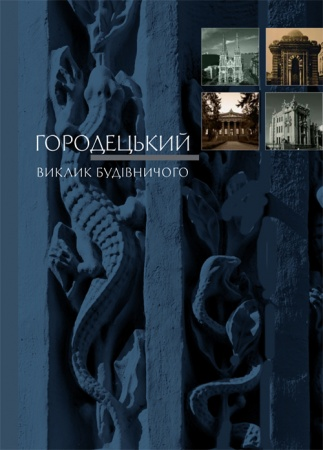
«Городецький. Виклик будівничого»

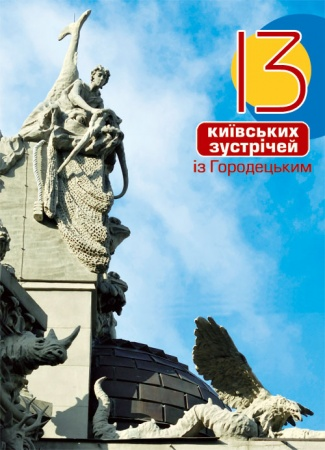
«13 київських зустрічей з Городецьким»